# Szekeres István (grafikus)
Szekeres István (Makó, 1927. december 23. –) grafikusművész, tervezőgrafikus.

## Életpályája
1932-ig Bogárzón élt. A tanyavilgából először Apátfalvára, majd Magyarcsanádra költözött. Középiskolai tanulmányait a József Attila Gimnáziumban végezte Makón 1941–1945 között; rajztanára Ecsődi Ákos festőművész volt. 1945–1949 között végezte el a Magyar Iparművészeti Főiskolát. Diplomáját a Képzőművészeti Főiskolán szerezte meg, ahová 1949–1953 között járt. 1953-tól kezdve szabadfoglalkozású művész.
Az 1960-as évek eleje óta számos emblémát, logót tervezett. Ehhez az 1990-es évektől számos városcímer társult. Az 1970-es évektől grafikai látványterveket készít. Az 1980-as évektől arculattervezést is végez.
Rendkívül sok embléma, logó, fűződik a nevéhez, melyek ismertté teszik Magyarországon és a nagyvilágban egyaránt. Ezek mellett legfőképpen könyv- és címer tervezéssel foglalkozik, de kiállításokon gyakran bemutatja képgrafikáit is.

## Alkotásai (válogatás)

### Embléma
- Amfora
- Hotel Stadion
- Százados úti Művésztelep Egyesület

### Címer

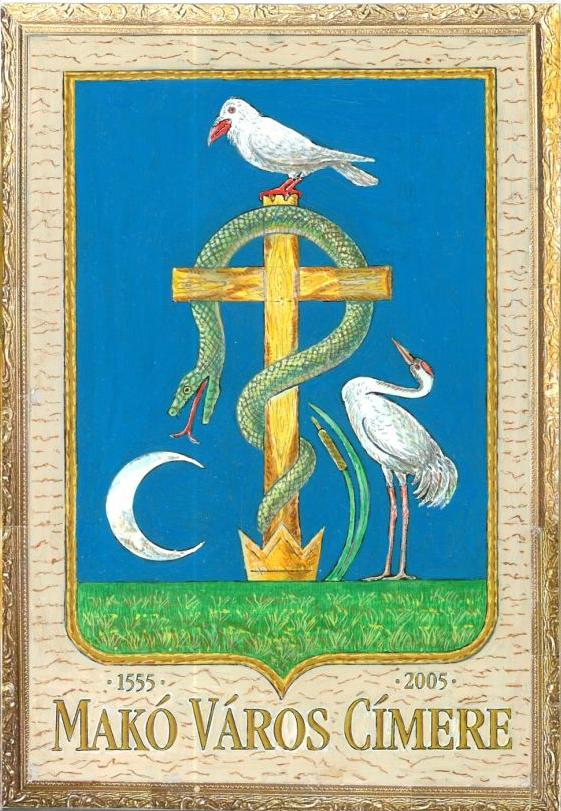
Makó város címere

- Makó

- Fehérgyarmat
- Solt
- Abádszalók
- Erzsébetváros (Budapest)

### Könyv
- Makó monográfiája (8 kötet)
- Csongrád megye építészeti emlékei
- Gádor Magda szobrászművész
- Nagy Sándor szobrászművész
- Pálffy Katalin szobrászművész

### Köztéren
- 1966 József Attila jubileumi márvány emléktábla Párizs
- 1970 Amfora plasztikus emblémája
- 1981 Hotel Stadion plasztikus emblémája
- 1995 Mister Sörház színes ólomüveg ablaka

## Kiállítások (válogatás)

### Egyéni kiállításai
- 1978 Emblémák és szimbólumok (Helikon Galéria, Budapest)
- 1979 Jelek és jelképek (József Attila Könyvtár, Makó)
- 1984 Kamara kiállítás, Hazafias Népfront (IX. ker. klubja, Budapest)
- 1990 Jelképek (József Attila Múzeum, Makó)
- 1993 Nyitott műterem (Százados úti művésztelep, Budapest)
- 1994 Élet-mű (József Attila Könyvtár, Makó)
- 1995 Grafika (Iskola Galéria, Abádszalók)
- 1996 Rajzok (Városi Könyvtár, Makó)
- 2001 (R)égi rajzok (József Attila Könyvtár, Makó)

### Csoportos kiállítások
- 1961, 1966, 1972 Magyar Plakátkiállítás (Műcsarnok, Budapest)
- 1965 Százados úti művésztelep (Magyar Nemzeti Galéria, Budapest); Makói művészek (József Attila Múzeum, Makó)
- 1971 Százados úti művésztelep (Józsefvárosi Galéria, Budapest)
- 1981 Békéscsabai művésztelep (Kner Nyomda, Békéscsaba)
- 1982 III. Országos Alkalmazott/Tervező Grafikai Biennálé (Békéscsaba)
- 1989 Emblémák (Pécsi Kisgaléria, Pécs)
- 1998 Százados úti művésztelep (Pataky Galéria, Budapest)
- 2000 XII. Országos Tervező Grafikai Biennálé (Békéscsaba)
- 2001 Ipar-Művészet. Millenniumi iparművészeti kiállítás (Műcsarnok, Budapest)

## Díjai
- Kossuth Könyvkiadó díja (1954)
- Szép Magyar Könyv oklevél (1957)
- Top Trademarks and Symols of the World diploma (Milánó, 1973)
- Kulturális Minisztérium nívódíja (1979)
- Békéscsabai Művésztelep pályadíja (1981)
- Magyar Védjegy Életműdíj (2000)
- Makó Város Díszpolgára cím (2002)
- Magyar Arany Érdemkereszt, „kiemelkedő grafikusi életművéért” (2002)
- Csepel Képzőművészeti Biennále díja (2006)
- Marosvidék Galéria Egyesület elismerése (2007)